# Teaoraereke
Teaoraereke é uma cidade das ilhas Gilbert, Kiribati.